# Homoeomma poqui
Espèce
Homoeomma poqui est une espèce d'araignées mygalomorphes de la famille des Theraphosidae.

## Distribution
Cette espèce est endémique de la région O'Higgins au Chili,. Elle se rencontre vers Coltauco.

## Description
Le mâle holotype mesure 13,9 mm et la femelle paratype 18,5 mm.

## Systématique et taxinomie
Cette espèce a été décrite par Montenegro et Aguilera en 2024.

## Étymologie
Son nom d'espèce lui a été donné en référence au lieu de sa découverte, le sanctuaire naturel du Cerro Poqui.

## Publication originale
- Montenegro & Aguilera, 2024 : « Revisión taxonómica del género Homoeomma Ausserer, 1871 (Araneae; Theraphosidae) en Chile, con descripción de cuatro nuevas especies. » Revista Ibérica de Aracnología, vol. 44, p. 85-96.